# Vizegrafschaft Marseille
Die Vizegrafschaft Marseille um die Stadt Marseille bestand als Grafschaft Marseille bereits zur Zeit der Karolinger, um im 10. Jahrhundert zur Vizegrafschaft herabzusinken.
Im 12. Jahrhundert wurde sie aufgeteilt, stand häufig unter der Herrschaft gleich mehrerer Erben. Die Vizegrafschaft ging dann weitgehend an die Familie der Herren von Les Baux und wurde in den Jahren 1213 bis 1230 ebenso weitgehend von der Stadt Marseille erworben.

## Vizegrafen von Marseille

### 1. bis 3. Generation
- Pons, 965 Vicomte de Marseille, 951/77 bezeugt
- Guillaume I., 980 Vicomte de Marseille, † 1004/1005, vielleicht dessen Neffe
- Guillaume II. le Gros, 1005 Vicomte de Marseille, † vor 1050, dessen Sohn
- Fulco, 1005 Vicomte de Marseille, † nach 1067, dessen Bruder

### 4. Generation
- Guillaume III., † 1085, 1037 Vicomte de Marseille, Sohn von Guillaume II.
- Aicard, † 1056/63, Bruder von Guillaume III.
- Geofroi I., 1014-19/1091 bezeugt, 1050 Vicomte de Marseille und Arles, Bruder von Guillaume III.

### 5. Generation
- Fulco, 1035/69 bezeugt, 1069 Vicomte de Marseille, Sohn von Guillaume III.
- Pons Malnerius, 1041/93 bezeugt, 1091 Vicomte de Marseille, Sohn von Guillaume III.
- Hugues Geofroi I., 1050/1119 bezeugt, † vor 1128, Vicomte de Marseille, Sohn Geofrois I.
- Pons de Peynier, 1079/1121 bezeugt, † vor 1131, Vicomte de Marseille, Sohn Geofrois I.

### 6. Generation
- Geofroi, 1125/64 bezeugt, 1125 Vicomte de Marseille, Sohn von Pons de Peynier
- Raimond Geofroi I., 1128/52 bezeugt, † vor 1156, 1128 Vicomte de Marseille, Sohn von Hugues Geofroi I.,
- Hugues Geofroi II., † 1166, 1151 Vicomte de Marseille, Sohn von Pons de Peynier
- Bertrand, 1151/80 bezeugt, Vicomte de Marseille, Sohn von Pons de Peynier

### 7. Generation
- Guillaume IV. le Gros, † 1188, 1172 Vicomte de Marseille, Sohn von Hugues Geofroi II.
- Raimond Geofroi II, † 1192, 1172 Vicomte de Marseille, Sohn von Hugues Geofroi II.
- Roscelin, † 1215, 1172/85 und 1193-94/1211 Vicomte de Marseille, Sohn von Hugues Geofroi II.
- Geofroi der Jüngere, genannt Geofroi de Tourves, 1156/97 bezeugt, 1184 Vicomte de Marseille, Sohn von Raimond Geofroi I.
- Hugues Geofroi, † 1193/1213, 1184 Vicomte de Marseille, Sohn von Raimond Geofroi I.
- Raimond Geofroi II., † 1216/17, 1184 Vicomte de Marseille, Sohn von Raimond Geofroi I.
- Geofroi, † 1199, 1184 Vicomte de Marseille, Sohn von Hugues Geofroi II.

### 8. Generation
- Alacassie, 1213/28 Vicomtesse de Marseille, Tochter von Hugues Geofroi
- Raymond des Baux, † 1235/37, 1201/21 Vicomte de Marseille, deren Ehemann
- Geofroi, 1200 Victome de Marseille, Sohn von Hugues Geofroi
- Raimond Geofroi III., † 1234, Vicomte de Marseille, Sohn von Hugues Geofroi
- Geofroi Reforciat, 1213/37 bezeugt, 1219 Vicomte de Marseille, Sohn von Raimond Geofroi II.
- Bourgondion I d’Agoult, † nach 1246, 1213 Vicomte de Marseille, Sohn von Raimond Geofroi II.
- Mabile, 1249 bezeugt, Vicomtesse de Marseille, Tochter von Guillaume IV.
- Barale, † vor 1234, 1208 Vicomtesse de Marseille
- Hugues des Baux, † 1239/1240, 1195/1226 Vicomte de Marseille, deren Ehemann